# Château de Brinon-sur-Sauldre
Le château de Brinon est situé sur la commune de Brinon-sur-Sauldre, dans le département du Cher.

## Historique
Il est construit en 1604 et restauré à la fin du XIXe siècle